# Крехові
Крехові (Merginae) — підродина птахів родини качкових (Anatidae).
Більшість крехових мігрують на просторах морів, повертаючись на материк у період розмноження, через що їх іще називають «морськими качками». У деяких крехових у дорослому віці розвиваються спеціальні залози, які помагають їм виживати в солоній морській воді. Також значна частина крехових (18 із 20-ти видів) живуть і розмножуються в полярних широтах. Для виживання в холодному кліматі вони мають густий термоізолюючий пух та особливу будову вен і артерій у ногах, які зігрівають кров перед поверненням у загальну систему циркуляції.
Деякі види крехів мають пилкоподібні вирости по краях дзьоба, які допомагають їм утримувати впійману рибу. Інші спеціалізуються на збиранні молюсків з морського дна.

## Види
Серед крехових налічується 20 існуючих видів у 10 родах.
Підродина Merginae
- Рід †Chendytes, ниркова гуска. Вимерла в доісторичні часи. У неї були невеликі недорозвинені крила, недостатні для літання, але дуже помічні в пірнанні за здобиччю. Як мінімум один вид вижив до часів голоцену.
  - †Chendytes lawi
- Рід Мала пухівка (Polysticta)
  - Пухівка мала (Polysticta stelleri)
- Рід Пухівка, або гага (Somateria). Це великі морські качки. Оперення качура гаги демонструє різні варіації чорного з білим. Самиці буро-рябі.
  - Пухівка звичайна (Somateria mollissima)
  - Пухівка Фішера (Somateria fischeri)
  - Пухівка горбатодзьоба (Somateria spectabilis)
- Рід Каменярка (Histrionicus)
  - Каменярка (Histrionicus histrionicus)
- Рід †Лабрадорська качка (Camptorhynchus)
  - †Качка лабрадорська (Camptorhynchus labradorius) (вимерла)
- Рід Турпан (Melanitta). Потужна морська качка. Селезень майже цілком чорний, дзьоб розширений при основі. Самиці коричневі.
  - Синьга (Melanitta nigra)
  - Синьга американська (Melanitta americana) (часом M. americana розглядається як підвид M. nigra)
  - Турпан (Melanitta fusca)
  - Турпан білокрилий (Melanitta deglandi) (часом розглядається як підвид M. fusca)
  - Турпан білолобий (Melanitta perspicillata)
- Рід Морянка
  - Морянка (Clangula hyemalis)
- Рід Гоголь (Bucephala). Ці качки з групи «морських» перезимовують, як правило, на прісних водоймах. Селезні мають характерне чорно-біле оперення і білі «щічки». Самиці сіро-рябі з каштаново-коричневою головою.
  - Гоголь (Bucephala clangula)
  - Гоголь ісландський (Bucephala islandica)
  - Гоголь малий (Bucephala albeola)
- Рід Малий крех (Mergellus) (іноді включають до Mergus)
  - Крех малий (Mergellus albellus)
- Рід Жовтоокий крех (іноді включають до Mergus)
  - Крех жовтоокий (Lophodytes cucullatus)
- Рід Крех, типовий представник підродини. Власне крех є найменш «морським» родом. Лише середній і великий крехи зустрічаються на морі. Це великі пилчастодзьобі качки, які майстерно полюють за рибою під водою.
  - Крех бразильський (Mergus octosetaceus)
  - †Крех оклендський (Mergus australis)
  - Крех середній (Mergus serrator)
  - Крех великий (Mergus merganser)
  - Крех китайський (Mergus squamatus)